# 洛基雷克
洛基雷克（法語：Locquirec，法語發音：[lɔkiʁɛk]）是法国菲尼斯泰尔省的一个市镇，位于该省东北部，属于莫尔莱区。

## 地理
洛基雷克（48°41'27"N, 3°38'54"W）面积5.96 平方千米，位于法国布列塔尼大區菲尼斯泰尔省，该省份为法国最西部的省份，位于布列塔尼半岛西部，北西南三面环大西洋，东临阿摩尔滨海省和莫尔比昂省。
与洛基雷克接壤的市镇（或旧市镇、城区）包括：吉梅克、普莱斯坦莱格雷沃。

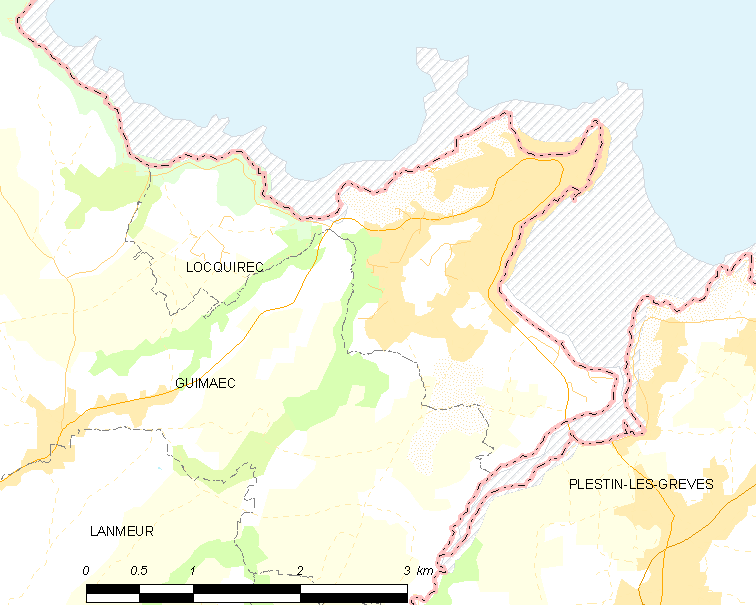
洛基雷克的OSM定位图

洛基雷克的时区为UTC+01:00、UTC+02:00（夏令时）。

## 行政
洛基雷克的邮政编码为29241，INSEE市镇编码为29133。

## 政治
洛基雷克所属的省级选区为普卢伊尼欧县。

## 人口

1962-2008年间洛基雷克人口变化图示

洛基雷克于2022年1月1日时的人口数量为1543人。